# Croton membranaceus
Espèce
Croton membranaceus est une espèce de plantes à fleurs du genre Croton et de la famille Euphorbiaceae présente à l'ouest de l'Afrique tropicale.
Il a pour synonyme :
- Oxydectes membranacea, (Müll.Arg.) Kuntze